# Herminia triplex
Herminia triplex är en fjärilsart som beskrevs av John Henry Leech 1900. Herminia triplex ingår i släktet Herminia och familjen nattflyn. Inga underarter finns listade i Catalogue of Life.